# 10721 Tuterov
10721 Tuterov è un asteroide della fascia principale. Scoperto nel 1986, presenta un'orbita caratterizzata da un semiasse maggiore pari a 2,2682324 UA e da un'eccentricità di 0,1841846, inclinata di 6,65697° rispetto all'eclittica.